# ژرمانو
ژرمانو (پرتغالی: Germano; ۱۴ مارس ۱۹۱۱ – ۹ ژوئن ۱۹۷۷) بازیکن فوتبال اهل برزیل بود.
از باشگاه‌هایی که در آن بازی کرده‌است می‌توان به باشگاه فوتبال فلامینگو و باشگاه فوتبال بوتافوگو اشاره کرد.
وی همچنین در تیم ملی فوتبال برزیل بازی کرده‌است.